# لوئیس ژونیور (بازیکن فوتبال، زاده ۲۰۰۱)
لوئیس لوسیو ریس ژونیور (پرتغالی: Luiz Júnior؛ زادهٔ ۱۴ ژانویهٔ ۲۰۰۱) بازیکن فوتبال اهل برزیل است.